# Подлозовое
Подлозовое (укр. Підлозове) — бывшее село в Сребнянском районе Черниговской области Украины. Село было подчинено Калюжинкому сельсовету.

## История
В 1910 году в хуторе Подлозовой насчитывалось 28 хозяйств (казаки 8, селяне 20) и 198 человек (1 швец, 14 ткачей, 7 подёнщиков, 1 занимался интеллигентными и 8 другими не земледельческими занятиями, остальное взрослое население занималось земледелием), 224 десятины пригодной земли. 
В 1911 году на хуторе Подлозовый жило 172 человека.
В 1925 году — 15 дворов и 58 человек, 1930 году — 52 двора и 259 человек.
Статус села был присвоен в 1958 году.
По состоянию на 1986 год население — 10 человек. Решением Черниговского областного совета от 08.08.1995 года село снято с учёта, в связи с переселением жителей.

## География
Было расположено у истоков безымянного ручья (левый приток реки Смош) — севернее села Калюжинцы и восточнее села Степь. Севернее расположено кладбище.
Есть на картах.